# ساحة الاعتصام بالقيادة العامة

## المكان والزمان
نجح محتجون السبت  السادس من أبريل 2019م في الوصول إلى مبان تابعة للقوات المسلحة السودانية وإعلان اعتصام مفتوح أمامها، استجابة لدعوة «تجمع المهنيين» للخروج في تظاهرة مليونية للمطالبة بإسقاط النظام، في ذكرى انتفاضة مارس أبريل والتي اطاحت بنظام الحكم المايوي بقيادة الرئيس جعفرمحمد النميري في 6 أبريل 1985.
وقدرت مساحة ساحة الاعتصام  بمساحة  قطرها عشرة كيلومترات تبدأ من أول شارع القيادة العامة للقوات المسلحة بالعاصمة الخرطوم وتتمدد على طول الشارع، ومنها ينحني الشارع يمينا حتى امتداد شارع عبيد ختم من الناحية الشمالية الخلفية للقيادة العامة

## إدارة ساحة الاعتصام
ووزع المعتصمون   مهام تسيير شؤونهم على عدة لجان، منها الخدمات وهي اللجنة  المكلفة بتوفير الطعام والشراب ولجنة للتبرعات ولجنة الصحافة والإعلام ولجنة الأحياء ولجنة الأطباء والصيادلة ولجنة المهندسين والفنيين المخصصة لحل.
المشاكل المعتصمينتي تواجه المعتصمين.

## مشاركة النساء
شاركت النساء في إدارة ارض الاعتصام مواصله لمجهوداتهن في انجاح الثورة واقتلاع نظام الإنقاذ.

## مهرجان ثوري شعبي
وبات مقر الاعتصام مهرجان ثوري شعبي، وتوافدت اليه  نجوم الفن والرياضة،المسرح الدراما، والموسقي، والصحافة  إلى مكان الاعتصام على رأسهم كابتن الفريق القومى والهلال السابق هيثم مصطفى، والصحفى فيصل محمد صالح، والفنانة نانسى عجاج، هدى عربي ، حسن محجوب، ومن الفنانين الشباب عصام البنا، منتصر هلالية، هاني عابدين، طه سليمان ، والموسيقار حسام عبد السلام، وردد المتظاهرون هتافات منددة بنظام الحرطوم الحاكم والمطالبة برحيله، بجانب الأغنيات الوطنية. ووجدت صورة الفتيات المعتصمات وهن يوزعن الورود على الضباط وضباط الصف من جنود القوات المسلحة استحسانا كبيرا من قبل المواطنين وعناصر الجيش الذين تجاوبوا مع تلك اللفتة البارعة
وتسعى مجموعات من الشباب استغلال فرصة الاعتصام للتعبير عن التطلعات والطموحات عبر الرسومات الحائطية وتحاول مجموعة من المعتصمين استغلال الجدران وتزيينها بالرسومات بمقر الاعتصام بعد كبت وحرمان دام لأكثر من 30 عاما، في ظل حكم الرئيس السابق عمر البشير، وطرح أفكارهم بشأن مستقبل البلاد، بعد انسداد الأفق طيلة المرحلة الماضية، ولجوء الأغلبية إلى الهجرة إلى خارج البلاد واظهرت ساحة الاعتصام مواهب متعددة  في صنع مجتمع متكامل بدأ بعمل المتاريس لتنظيم الدخول وتامين الساحة بجانب  انتشار المكتبات على الطرق والتي احتوت على ضروب مختلفة من الكتب